# Brachythops flavens
Brachythops flavens är en stekelart som först beskrevs av Johann Christoph Friedrich Klug 1816.  Brachythops flavens ingår i släktet Brachythops, och familjen bladsteklar. Arten är reproducerande i Sverige.